# Tholos de El Romeral
El tholos de El Romeral, también llamado comúnmente dolmen de El Romeral o cueva de El Romeral, es un monumento megalítico, declarado Patrimonio Mundial el 15 de julio de 2016 y Bien de Interés Cultural, situado en la ciudad española de Antequera (Málaga), formando parte del Sitio de los Dólmenes de Antequera. Se encuentra en el recinto segundo, a menos de 2 km de los dólmenes de Menga y Viera, justo en el eje entre el dolmen de Menga y la Peña de los Enamorados.

## Estructura
Es singular por su tipología de cúpula por aproximación de hiladas (vinculada a la tradición mediterránea) y atípico por su doble orientación hacia la sierra de El Torcal (vinculación geográfica) y los ortos solares en el mediodía del solsticio de invierno (vinculación astronómica). Está compuesto por un corredor adintelado de sección trapezoidal y 4 m de longitud, construido con grandes lajas y piedras pequeñas. Al fondo se encuentran dos cámaras circulares, la primera de mayor diámetro que la segunda, destinada a las ofrendas y con una piedra de altar; construidas con pequeñas piedras salientes en cada hilada respecto a la inferior, con lo que se consigue una sección abovedada aunque al final el sistema se complete en su clave con una cobija. El conjunto se cubre con un túmulo de 75 m de diámetro, rodeado por un perímetro de cipreses.

## Historia
Construido en el 3000-2200 a. C. aprox. (Calcolítico), fue descubierto en agosto de 1904 por los hermanos José Viera Fuentes y Antonio Viera Fuentes, funcionarios del Ayuntamiento de Antequera, quienes lo llamaron inicialmente Sepulcro del Cerrillo Blanco; posteriormente el arquitecto Ricardo Velázquez Bosco fija la denominación de El Romeral en referencia al nombre de la finca en la que apareció, propiedad del político antequerano Francisco Romero Robledo.
La primera intervención de restauración documentada tiene lugar en 1941 de manos del arquitecto Francisco Prieto-Moreno y Pardo -Arquitecto Conservador de la Alhambra y Arquitecto de Zona de Bellas Artes del Ministerio de Educación-, y consiste en la limpieza del corredor, reposición de tres losas de cubierta con otras similares, reparación de huecos en corredor y cámara con lajas de piedra similares, instalación de luz eléctrica para facilitar la visita y mantenimiento, restauración del ara de ofrendas y la colocación de una inscripción conmemorativa en la entrada. 
La última intervención data del año 2002, de manos del arquitecto Ciro de la Torre Fragoso. En esa ocasión, a efectos de conservación, se cosen cuatro losas de cubierta con varillas de acero inoxidable y se eliminan dos grafitis; a efectos de musealización in situ, se crea un nuevo pavimento del sepulcro con una capa de alpañata y se instala un nuevo sistema de iluminación interior.

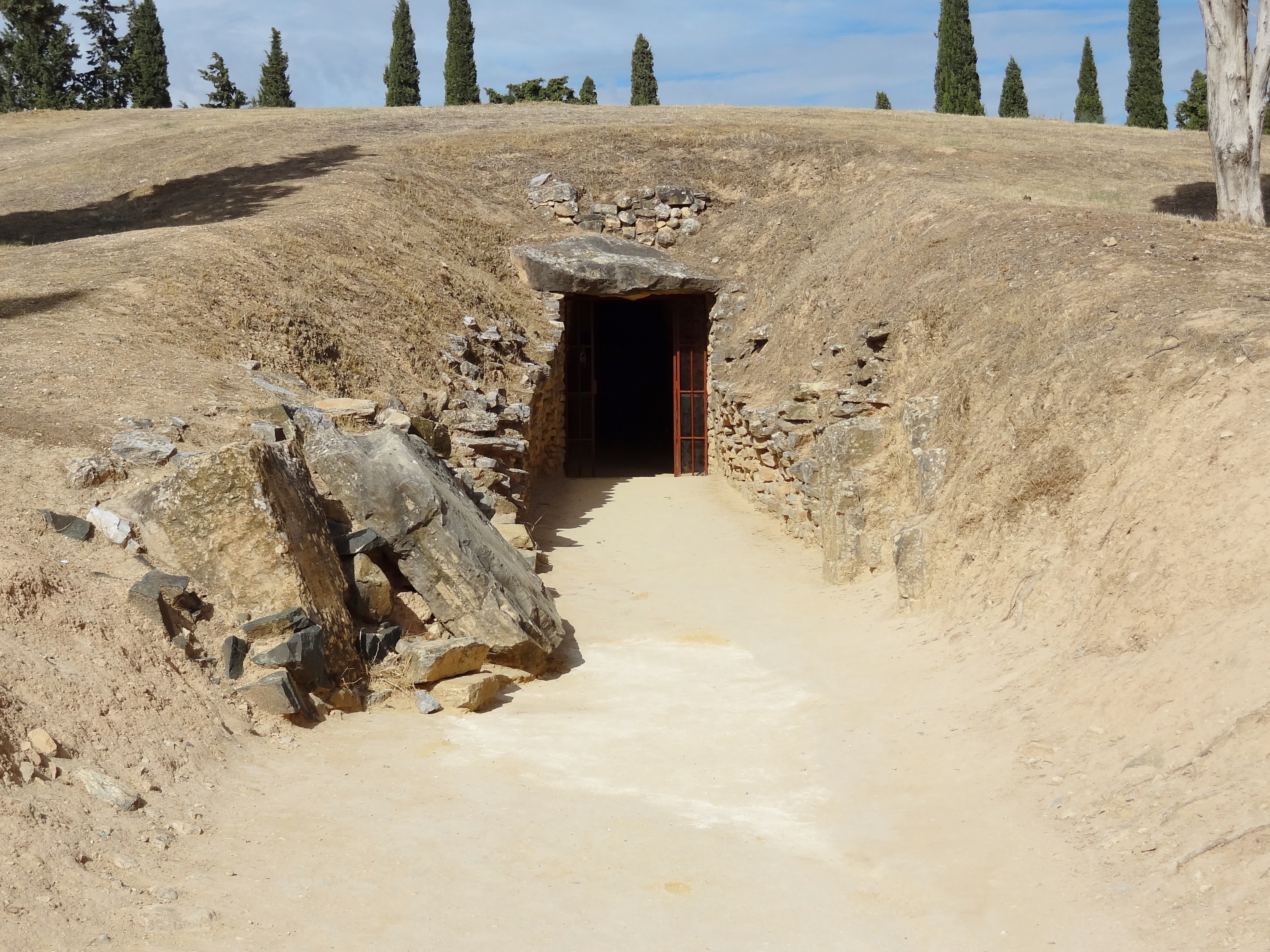
Vista exterior
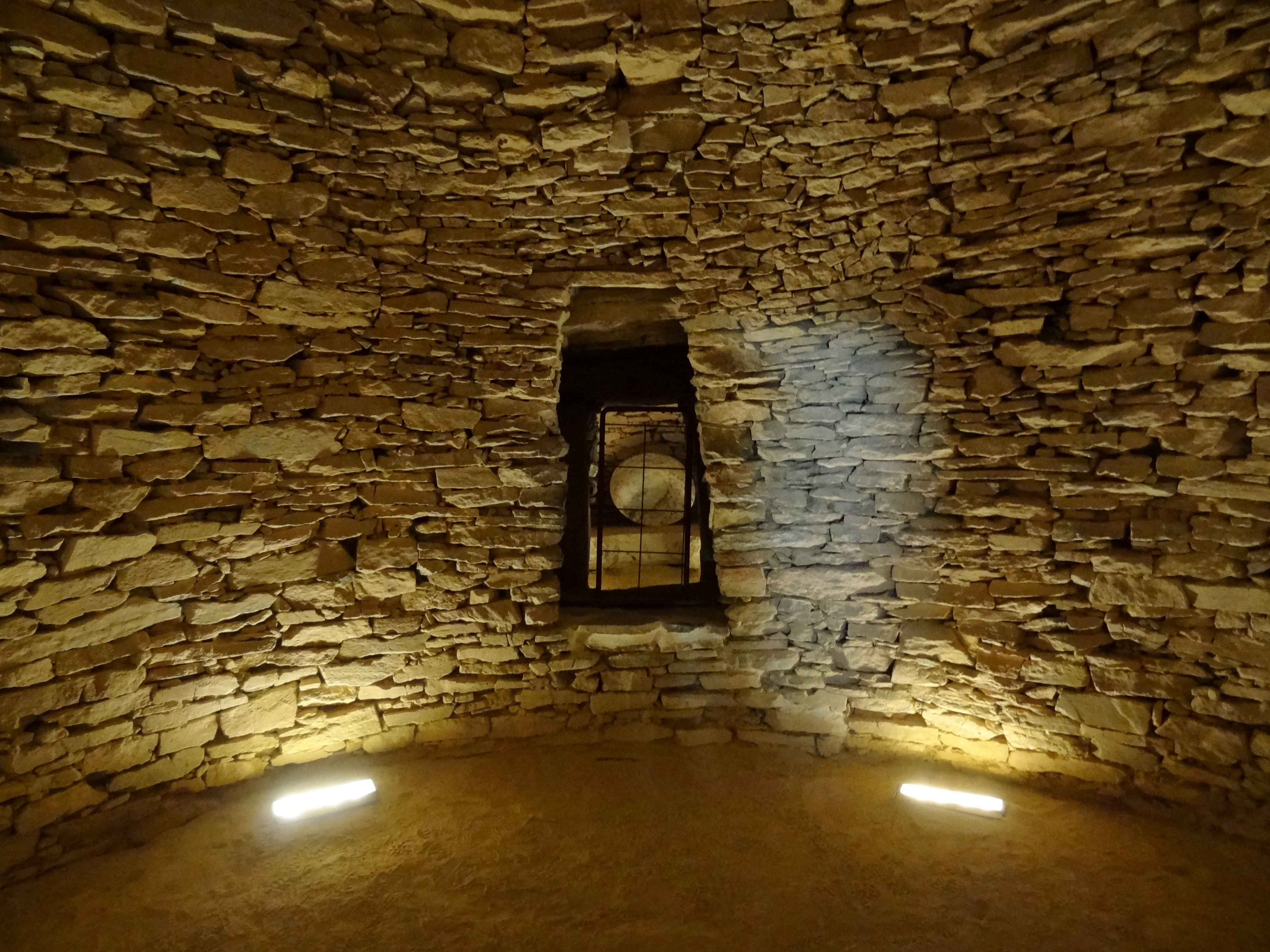
Vista interior de la cámara

## Valor cultural
Su valor universal excepcional estriba en su orientación anómala, apuntando hacia la sierra de El Torcal. Esta singularidad es detectada por el arqueoastrónomo Michael Hoskin tras medir más de dos mil dólmenes por el Mediterráneo, quedando documentada en su obra Tumbas, templos y sus orientaciones: una nueva perspectiva sobre la Prehistoria del Mediterráneo (2001).

## Grado de protección
- 1931: declaración del tholos de El Romeral como Monumento Histórico Artístico.
- 2009: declaración BIC de los dólmenes de Antequera como zona arqueológica.[5]
- 2016: Patrimonio Mundial en la figura del Sitio de los Dólmenes de Antequera